# El huésped del sevillano
El huésped del sevillano es una zarzuela en dos actos estrenada el 3 de diciembre de 1926 en el Teatro Apolo de Madrid, con música de Jacinto Guerrero y libreto de Juan Ignacio Luca de Tena y Enrique Reoyo. Su éxito fue rotundo desde la primera representación y ha dado a la lírica alguna de sus piezas más representativas, como el celebérrimo «Canto a la espada», que forma parte del repertorio de todos los tenores hispanoparlantes de renombre.

## Argumento
El huésped del Sevillano es una historia llena de intrigas. El título hace alusión a que un personaje que aparece, el huésped del mesón El Sevillano en Toledo, es el escritor Miguel de Cervantes.
En la imperial ciudad de Toledo, y a principios del siglo XVII, Juan Luis, un joven pintor de la corte, tiene el encargo del rey para que pinte una Virgen Inmaculada con destino al Real Oratorio. El artista espera encontrar en Toledo la modelo que le sirva para realizar su obra. Conoce a Raquel, mujer de belleza extraordinaria, hija de maese Andrés Munestein, e inmediatamente queda prendado de su belleza: es la mujer que busca para su cuadro. El conde don Diego, aprovechando la salida de la joven Raquel de su casa, camino de la iglesia, la hace su prisionera, llevándosela al Mesón del Sevillano, en espera de la ocasión para sacarla de la ciudad.
El rapto de Raquel llena de indignación a Juan Luis, que está enamorado de ella. Constancica, moza del mesón, pone al corriente a Rodrigo, criado de Juan Luis, de todo lo que sabe respecto a la situación de Raquel: don Diego y sus secuaces preparan la fuga, huirán de la ciudad llevándose a su víctima. La llegada al mesón de un fraile encargado de transportar en una acémila varios hábitos con destino a su convento, le da la idea a Rodrigo de robar uno y disfrazarse de religioso para no despertar sospechas... La figura de Miguel de Cervantes está presente en el mesón como huésped. Confunde a Constancica con una gran señora disfrazada de fregona, y al darse cuenta de su error, surge en su mente la idea de escribir, como así lo hizo, su novela ejemplar La ilustre fregona.
El pobre Rodrigo es descubierto por el conde y sus hombres, quienes se disponen a apalearle. Es en este momento cuando la justicia llama a la puerta del mesón. Los bandidos se ven descubiertos, y es Rodrigo quien les promete salvarles si le indultan del apaleamiento. Ellos acceden y Rodrigo les hace que se disfracen también de frailes. Así lo hacen, y cuando penetran los corchetes en el mesón, se encuentran con los cinco religiosos, falsos por supuesto, que se disponen a mortificarse como es costumbre en ellos, según indica Rodrigo, quien, cogiendo un vergajo, va atizando vergajazos a uno y otro aventurero, incluido don Diego, hasta hacerles ver las estrellas. Cuando ya se ha cansado de pegar, la entrada de Juan Luis hace ver toda la verdad a los representantes de la ley, que se llevan detenidos a los malhechores. Raquel y Juan Luis ya no se separarán jamás. El pintor hará su obra más completa: pintará el cuadro que el monarca le encargó, pondrá todo su arte al servicio de los deseos reales... y se quedará con la modelo para siempre. El huésped del mesón del Sevillano observa y capta la felicidad de unos y otros y su mente comienza a trabajar: se está incubando una de las más grandes obras literarias que escribiera el Príncipe de los ingenios.

## Personajes
| Personaje                                  | Tipo de voz       | Intérprete en el estreno |
| ------------------------------------------ | ----------------- | ------------------------ |
| Raquel, nieta del espadero.                | Soprano           | Selica Pérez Carpio      |
| Juan Luis, marido de Raquel.               | Tenor             | Ricardo C. de Lara       |
| Rodrigo, escudero de Juan Luis.            | Tenor bufo        | Arturo Lledó             |
| Constancica, moza del mesón del Sevillano. | Tiple cómica      | Rosario Leonís           |
| Teresa, una lagarterana.                   | Tiple cómica      | Paquita Alcaraz          |
| Ginesa, moza toledana.                     | Soprano           | Angelita Durán           |
| Don Diego, conde de mala catadura.         | Barítono          | Juan Frontera            |
| El huésped, Don Miguel de Cervantes.       | Personaje hablado | Jesús Navarro            |

## Actos musicales
- Acto I

1. Preludio y coro inicial «En la fuente cristalina… Igual que mi cantarillo».[
2. Canto a la espada toledana «Fiel espada triunfadora».
3. Romanza de Raquel «Cuando el grave sonar de la campana… Castellana toledana».
4. Dúo de Juan Luis y Raquel «Insolente presumido… Moza la toledana».
5. Pasacalle de feas y lindos y dúo cómico de Constancica y Rodrigo «No me seas esquivo».
6. Escena final «Salid mis fieles criados».

- Acto II

7. Introducción orquestal, canción del carretero «Para mula de varas, la Capuchina» y coro general «Corred más… Lagarteranas somos».
8. Dúo cómico de Constancica y Rodrigo «Si tú fueras pastora».
9. Romanza de Raquel «La pena me hace llorar».
10. Introducción coral «Entren, pues, todos los mozos» y baile de la chacona «El brío y la ligereza».
11. Romanza de Juan Luis «Mujer de los negros ojos».
12. Nocturno y recitado del Huésped - «Pintura sobre pintura» - y del pregonero: «Alma que en pecado estás».
13. Final. Tiempo de seguidilla.

## Instrumentario
Flautín, flauta, oboe, clarinetes en Si b, fagot, 2 trompas en Fa, 2 trompetas en Do, 3 trombones, timbales, bombo, caja, campana, castañuelas, güiro, lira, tamboril, triángulo, arpa, violines I, violines II, violas, violonchelos, contrabajos.

## Adaptación al cine
Hay dos adaptaciones cinematográficas de esta obra. La primera se realizó en 1940, dirigida por Enrique del Campo e interpretada por María Anaya, Joaquín Bergía, Julio Castro 'Castrito', Delfín Jerez, Manuel Kayser, Charito Leonís, José Martínez Román, Rosina Mendía y Manolo Morán entre otros y con la participación de Luis Sagi-Vela.
La adaptación más conocida fue dirigida por Juan de Orduña para TVE en 1970, con Federico Moreno Torroba como director de orquesta y con el siguiente reparto:
| Personaje           | Intérpretes        | Intérpretes             |
| Personaje           | Actor / Actriz     | Cantante                |
| Juan Luis           | Manuel Gil         | Simón Ramírez           |
| Rodrigo             | Antonio Durán      | Enrique Ruiz del Portal |
| Maese Andrés        | José Orjas         |                         |
| Raquel              | María Silva        | Dolores Pérez Cayuela   |
| Diego de Peñalva    | Rubén Rojo         | Luis Frutos             |
| Constancica         | María José Alfonso | Rosa Sarmiento          |
| Posadero            | José Franco        |                         |
| Corregidor          | Julio Gorostegui   |                         |
| Capitán             | Roberto Martín     |                         |
| Posadera            | Trini Alonso       |                         |
| Miguel de Cervantes | Ángel Picazo       |                         |